# Diecezja Grecji (katolikosat Cylicji)
Diecezja Grecji – jedna z dwóch diecezji Apostolskiego Kościoła Ormiańskiego w Grecji z siedzibą w Atenach. Podlega katolikosowi Cylicji (druga grecka diecezja znajduje się w jurysdykcji katolikosa Eczmiadzyna).
Obecnym (2022) biskup diecezji jest Kegham Chaczerian.